# Pavel Mertlík

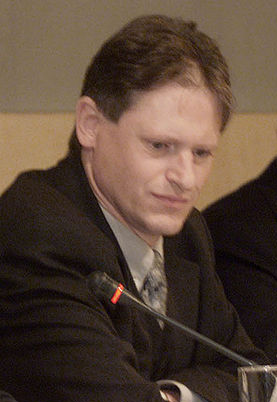
Pavel Mertlík (2000)

Pavel Mertlík (* 7. Mai 1961 in Havlíčkův Brod) ist ein tschechischer Ökonom und Politiker. Er war zwischen 1999 und 2001 Finanzminister in der Regierung Miloš Zeman.

## Leben
Mertlík studierte an der Volkswirtschaftlichen Fakultät der Wirtschaftsuniversität Prag. Nach dem Abschluss im Jahr 1983 hatte er dort bis 1989 eine Stelle als Assistent inne. In der Folge arbeitete er unter anderem für die Tschechische Nationalbank und die Sozialwissenschaftliche Fakultät der Prager Karls-Universität.
Mertlík, der in den 1980er Jahren in der Kommunistischen Partei der Tschechoslowakei Mitglied war,  wurde am 22. Juli 1998 für die Sozialdemokratische Partei (ČSSD) stellvertretender Ministerpräsident mit Zuständigkeit für Wirtschaftsfragen in der Regierung von Miloš Zeman. Nach der Abberufung von Ivo Svoboda übernahm Mertlík am ab 21. Juli 1999 zusätzlich das Amt des Finanzministers. Am 12. April 2001 trat er aufgrund von inhaltlichen Differenzen mit Zeman und anderen Regierungskollegen von seinen Funktionen zurück.
In der Folge war Mertlík bis 2012 als Ökonom bei der Raiffeisenbank tätig. Von 2014 bis 2017 war er Berater von Ministerpräsident Bohuslav Sobotka. Seit 2015 ist Mertlík Rektor der privaten Wirtschaftshochschule Škoda Auto Vysoká škola.